# Eliane Volken
Eliane Volken (1982) è un'ex sciatrice alpina svizzera.

## Biografia
Originaria di Sedrun e attiva in gare FIS dal novembre del 1997, in Coppa Europa la Volken esordì il 14 gennaio 2002 ad Arosa in slalom gigante (37ª), ottenne il miglior piazzamento il 9 gennaio 2005 a Leukerbad in slalom speciale (7ª) e prese per l'ultima volta il via il 28 gennaio 2009 a Götschen nella medesima specialità, senza completare la prova. Si ritirò al termine di quella stessa stagione 2008-2009 e la sua ultima gara fu uno slalom speciale FIS disputato il 21 aprile ad Abetone, chiuso dalla Volken al 4º posto; in carriera non debuttò in Coppa del Mondo né prese parte a rassegne olimpiche o iridate.

## Palmarès

### Coppa Europa
- Miglior piazzamento in classifica generale: 90ª nel 2005

### Campionati svizzeri
- 2 medaglie:
  - 1 oro (combinata[senza fonte] nel 2004)
  - 1 bronzo (slalom speciale nel 2004)